# Kościół Nawiedzenia Najświętszej Maryi Panny w Krzyżownikach
Kościół Nawiedzenia Najświętszej Maryi Panny w Krzyżownikach – rzymskokatolicki kościół parafialny należący do parafii pod tym samym wezwaniem (dekanat Trzcinica diecezji kaliskiej).

## Historia i architektura

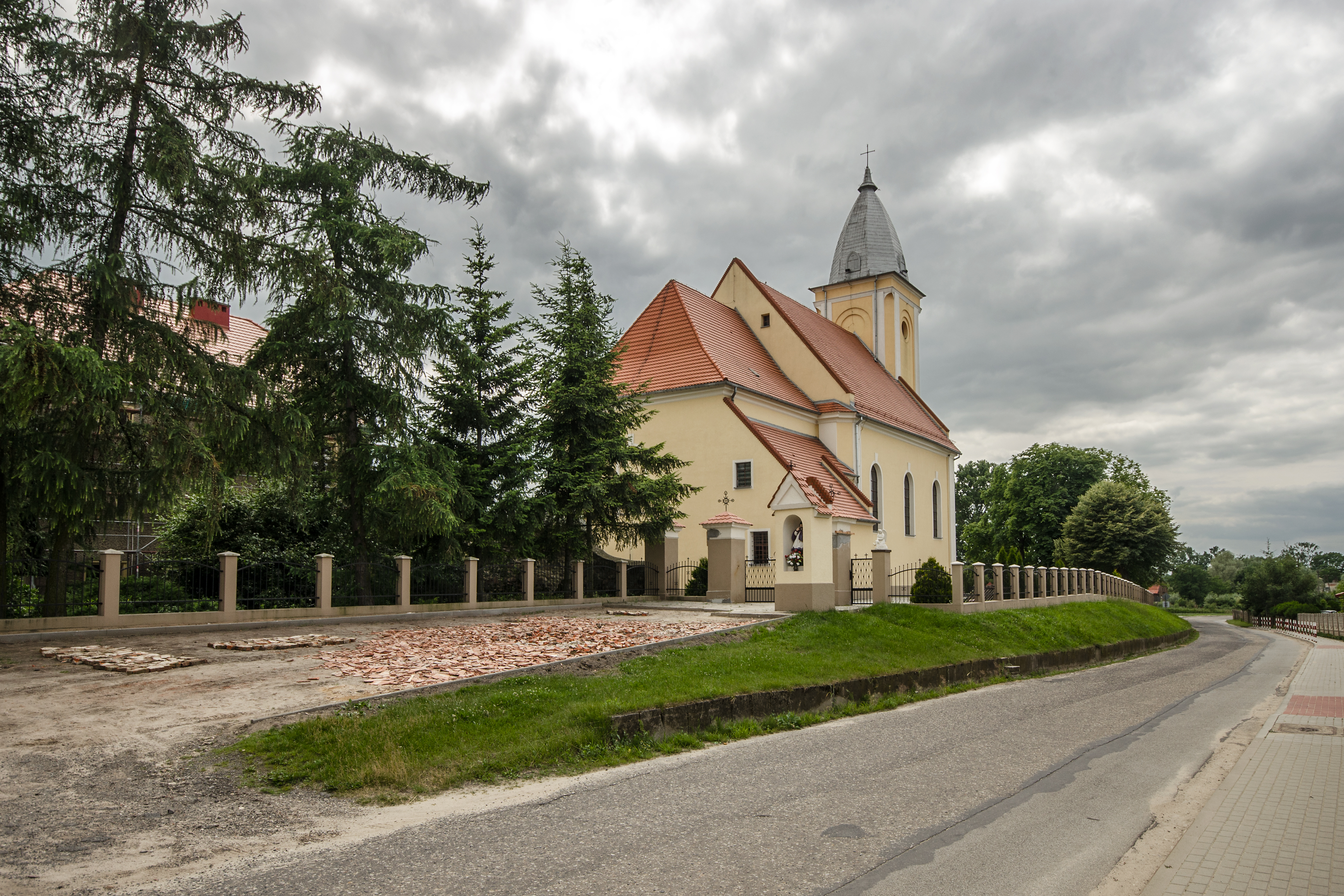
Tył kościoła

Budowa świątyni została rozpoczęta w 1748 roku przez nowego proboszcza, ks. prałata infułata Jana Maurycego von Huffa. Prace budowlane zakończyły się w 1751 roku. Kościół został wzniesiony z cegły i jest otynkowany. Charakteryzuje się późnobarokowym  kształtem architektonicznym. Składa się z jednej trzyprzęsłowej nawy, do której przylega dwuprzęsłowe prezbiterium, zamknięte prostą ścianą, z dobudowaną od strony północnej zakrystią. Nad nią jest umieszczona loża kolatorska otwierająca się na prezbiterium arkadami. Od strony zachodniej do nawy jest dostawiona czworokątna wieża. W 1800 roku pewna hrabina ufundowała nietypowy dar dla świątyni. Na jej prośbę bowiem do wieży dzwonnej został dobudowany piramidalny dach hełmowy wykonany z drewna i blachy zakończony latarnią i kutym krzyżem. W nawie są umieszczone pary przyściennych pilastrów, pomiędzy którymi znajdują się okna, zamknięte półkoliście. Sklepienie nawy jest kolebkowe z lunetami i pokryte jest neobarokową polichromią wykonaną w 1905 roku przez Józefa Langnera. Namalowana w samym centrum sklepienia scena Nawiedzenia Najświętszej Maryi Panny wspaniale nawiązuje do oryginalnego charakteru barokowego kościoła. Wykonując freski artysta nawiązał do barokowych cytatów, głównie z Oratorium Marianum Uniwersytetu Wrocławskiego. Artysta tym samym namalował jedną z najpiękniejszych dekoracji malarskich ukazujących iluzjonistyczną nastawę ołtarza głównego, z kolei polichromia w nawie przedstawia czterech Ewangelistów. W ołtarzu głównym, z rzeźbami: świętych apostołów Piotra Pawła i aniołków, między kręconymi kolumnami znajduje się, gotycka rzeźba Matki Boskiej z Dzieciątkiem, wykonana około 1400 roku. Maryja z charakterystycznym lekko esowatym wygięciem ciała, stoi z wysuniętą lewą nogą do przodu. Na głowie Matki Bożej znajduje się korona zwieńczona krzyżem umieszczonym na kuli. W prawej dłoni trzyma Dzieciątko. Wysokość rzeźby to około 230 centymetrów.

## Organy
Organy zostały zbudowane przez organmistrza Schefflera z Brzegu. W 1752 roku powstała jedynie szafa organowa wykonana w stylu rokokowym. W latach 1753–1754 organy te zostały wyposażone w pozostałe części. Budowniczy prospektu włożył wiele inwencji twórczej w estetykę i stylowość. W skład dekoracji wchodzą: figury muzykujących aniołów, puttów oraz rzeźba Dawida z harfą, która wieńczy prospekt organowy. W 1868 roku na polecenie ks. kanonika Franciszka Hertla instrument ten został gruntownie wyremontowany. Prace te wykonała firma Jana Spiegla. Podczas prowadzenia tych prac remontowych organy zostały wyposażone między innymi w nowe piszczałki i pokrycie klawiatury. Są to organy o trakturze mechanicznej i wiatrownicach klapowo-zasuwowych.
Dyspozycja instrumentu:
| Manuał I              | Manuał II            | Pedał             |
| --------------------- | -------------------- | ----------------- |
| 1. Principal 8'       | 1. Flaut major 8'    | 1. Subbass 16'    |
| 2. Flaut allemando 8' | 2. Flaut amabile 8'  | 2. Violon 16'     |
| 3. Gemshorn 8'        | 3. Viola di Gamba 8' | 3. Octavbass 8'   |
| 4. Octave 4'          |                      | 4. Violoncello 8' |
| 5. Flaut travers 4'   |                      |                   |
| 6. Quinte 2 2/3'      |                      |                   |
| 7. Super Octave 2'    |                      |                   |
| 8. Mixtur 1 1/3'      |                      |                   |